# Rich Man, Poor Man (série)
Rich Man, Poor Man (em português Homem Rico, Homem Pobre) foi uma premiada série de televisão americana de 1976 baseada no livro Pobre Homem Rico, de Irwin Shaw.
Muitos historiadores consideram como a primeira minissérie americana por ter sido ela a dar início à exploração desse formato na TV. Com um total de 12 episódios (transformados em oito de 1h30) a produção foi exibida pela rede ABC. A história narrava a saga de uma família entre as décadas de 1940 e 1960.
A série teve enorme êxito e venceu quatro Prémios Emmy e quatro Globos de Ouro que no final da segunda série televisiva 1976-77 se sagrou o segundo campeão de audiências.
Narra a história da família Jordache, centrando-se nos dois irmãos Rudy (Peter Strauss) e Tom (Nick Nolte) e nos diferentes caminhos que as suas vidas tomam com o passar do tempo, levando um a desfrutar de uma enorme riqueza e poder e outro quase à destruição. Impulsionados e atraídos pela ambição, a cobiça, a revolta, o amor e a luxúria, ambos terão de enfrentar uma ampla variedade de personagens.
Tendo como cenário histórico etapas como a Guerra da Coreia, a Revolta dos Estudantes e a Revolução Negra e abordando corajosamente temas como o adultério e o alcoolismo, "Homem Rico, Homem Pobre" é uma série pioneira no seu formato com lugar já conquistado na história da televisão.
Dirigida por Bill Bixby, David Greene e Boris Sagal, foi transmitida pela ABC e produzida pela Universal Television.

## Elenco principal
| - Peter Strauss .... Rudy Jordache - Nick Nolte .... Tom Jordache - Susan Blakely .... Julie Prescott - Edward Asner .... Axel Jordache - Dorothy McGuire .... Mary Jordache - Robert Reed .... Teddy Boylan - Gloria Grahame .... Sue Prescott - Kim Darby .... Virginia Calderwood - Bill Bixby .... Willie Abbott - Fionnula Flanagan .... Clothilde - Tim McIntire .... Brad Knight - Ray Milland .... Duncan Calderwood - Lawrence Pressman .... Bill Denton - Talia Shire .... Teresa Santoro - Craig Stevens .... Asher Berg - Norman Fell .... Smitty | - William Smith (ator) .... Anthony Falconetti - Lynda Day George .... Linda Quales - George Maharis .... Joey Quales - Murray Hamilton .... Sid Gossett - Van Johnson .... Marsh Goodwin - Dorothy Malone .... Irene Goodwin - Andrew Duggan .... Coronel Deiner - Herbert Jefferson, Jr. .... Roy Dwyer - Kay Lenz .... Kate Jordache - Leigh McCloskey .... Billy Abbott - Josette Banzet .... Miss Lenaut - Dick Butkus .... Al Fanducci - Dick Sargent .... Eddie Heath - Dennis Dugan .... Claude Tinker - Gavan O'Herlihy .... Phil McGee - Julius Harris .... Augie |

## Galeria

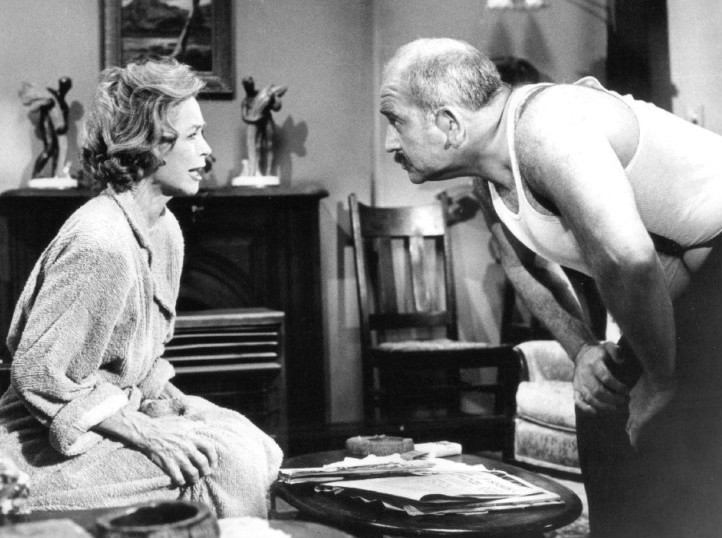
Mary e Axel Jordache
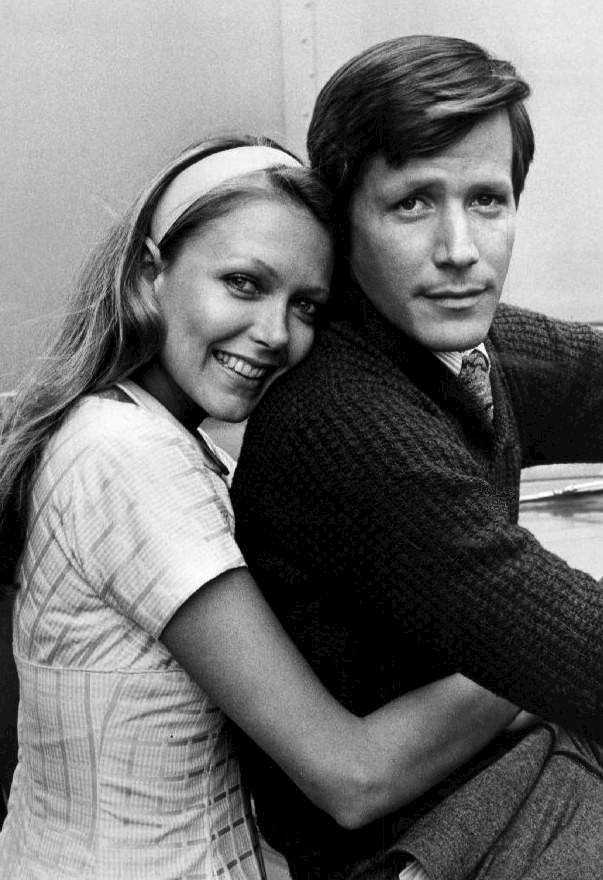
Rudy Jordache e Julie Prescott
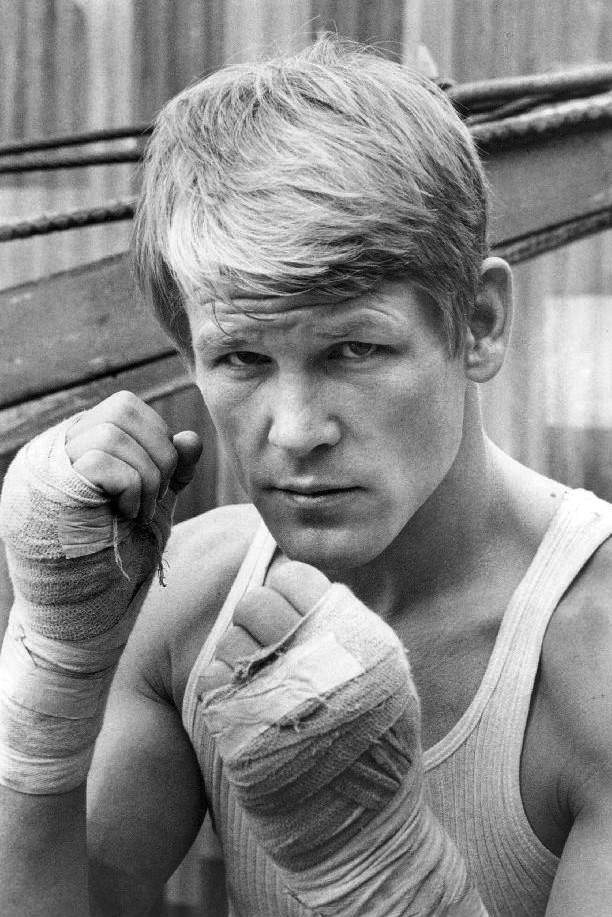
Tom Jordache